# Старая крепость (фильм, 1973)
«Старая крепость» — советский семисерийный художественный приключенческий телевизионный фильм режиссёров Михаила Беликова и Александра Муратова, снятый в 1973—1976 гг. на киностудии имени А. Довженко по мотивам одноимённого романа-трилогии Владимира Беляева.
Телесериал состоит из трёх частей:
- «Комиссар Сергушин» (1-3 серии);
- «Дом с привидениями» (4-5 серии);
- «Город у моря» (6-7 серии).

## Сюжет фильма
События фильма разворачиваются в небольшом пограничном городке Каменце-Подольском.
В старой крепости в гражданскую войну прятались красные партизаны. Впоследствии крепость была захвачена петлюровцами.
Свидетелями и участниками боев за советскую власть становятся 13-летний Василь Манджура и его друзья — Юзик и Петя, которые вместе с большевиками сражались за освобождение города. Сергушин, подпольщик-большевик, помогает детям рабочих понять сущность классовой борьбы. Когда Василий вырос, он вновь вступил в бой с контрреволюционной бандой, наводившей ужас на весь город.

## В ролях
- Андрей Фёдоров — Василь Манджура (1-3 серии)
- Леонид Неведомский — Тимофей Сергушин
- Володя Лелётко — Василь Манджура (4-5 серии)
- Андрей Сорокин — Василь Манджура / лейтенант Глан (6-7 серии)
- Саша Чагаров — Петька Маремуха (1-3 серии)
- Коля Симарев — Петька Маремуха (4-5 серии)
- Володя Никишаев — Юзик Стародомский (1-3 серии)
- Коля Кошмяк — Котька Григоренко (1-3 серии)
- Алёша Менглет — Котька Григоренко (4-5 серии)
- Владимир Талашко — Жора Козакевич
- Константин Степанков — учитель
- Виктор Павлов — Володя
- Евгений Евстигнеев — Петлюра
- Марк Брауде
- Юлия Якуб — Галя Кушнир
- Эдуард Бочаров — Мирон Манджура, отец Василя
- Ефим Копелян — доктор Григоренко
- Александр Хвыля — Василий Гаврилович Науменко
- Валентина Владимирова — тетка Мария
- Юрий Горобец — Омелюстый
- Лев Перфилов — Кашкет
- Александр Толстых — Кияница
- Петр Вескляров — Корыбко
- Сергей Десницкий — Валерьян Дмитриевич Лазарев
- Леонид Марченко — Никита Коломеец
- Маргарита Криницына — мать Петьки
- Мария Капнист — Раневская (2 серия)
- Борис Юрченко — Марущак
- Елена Измайлова — Науменко, жена директора завода (6-7 серии)
- Надежда Хиль — Анжелика / Эдварда (6-7 серии)
- Светлана Кетлерова — Рогаль-Пионтковская (6-7 серии)
- Иван Матвеев — отец

## Песни в фильме
- 4-я серия — «Все пушки, пушки грохотали» («Песня красных стрелков»)